# Emil Berggren (handbollsspelare)
Emil Mats Teodor Berggren, född 3 augusti 1986 i Eskilstuna, är en svensk handbollsledare och tidigare handbollsspelare (vänsternia).
Mellan 2019 och 2022 var Berggren sportchef för Partilleklubben IK Sävehof. Från sommaren 2023 kommer han att vara sportchef för Amo HK.

## Handbollskarriär
Från 2009 till 2012 spelade Emil Berggren för IK Sävehof i Elitserien och vann tre raka SM-guld.
Från säsongen 2012/2013 spelade Emil Berggren för det tyska klubblaget Bergischer HC. Under hans första säsong spelade de i näst högsta divisionen men till den följande säsongen avancerade laget till Bundesliga. Han var kvar i klubben under säsongen 2013/2014 men bytte därefter till Aalborg Håndbold. Han spelade i den danska klubben fram till och med säsongen 2015/2016.

## Klubbar
- IF Guif (moderklubb–2005)
  -  Hornskrokens IF (våren 2005, lån)
- HK Eskil (2005–2006)
- Redbergslids IK (2006–2009)[4]
- IK Sävehof (2009–2012)[5]
- Bergischer HC (2012–2014)[3]
- Aalborg Håndbold (2014–2016)[6]
- HSG Wetzlar (2016–2017)
- CYEB Budakalász (2017–2018)
- IFK Ystad (2018–2019)

## Meriter
- Svensk mästare tre gånger (2010, 2011 och 2012) med IK Sävehof
- VM-guld 2007 med Sveriges U21-landslag